# 海德帕克 (新墨西哥州)
海德帕克（英語：Hyde Park）是位於美國新墨西哥州聖菲縣的普查規定居民點。

## 人口
根據2020年美國人口普查的數據，海德帕克的面積為5.50平方千米，皆為陸地。當地共有人口285人，而人口密度為每平方千米51.82人。